# Carlo Romani
Carlo Romani (* 24. Mai 1824 in Avellino; † 4. März 1875 in Florenz) war ein italienischer Komponist. Er war der Neffe des Komponisten Pietro Romani.

## Leben und Werk
Carlo Romani war Schüler seines Onkels Pietro Romani. Er schrieb für die erste italienische Freischütz-Aufführung (Florenz 1843) italienische Rezitative. Er komponierte vier Opern, das Oratorium San Sebastiano (1864) sowie mehrere Lieder.